# Schizophrenic Prayer
Schizophrenic Prayer is een single van de Poolse muziekgroep Riverside.
Naast het gelijknamige nummer bevat de single enkele niet-uitgebrachte nummers die zijn opgenomen tijdens de opnamesessies van Rapid Eye Movement. Het schijf wordt afgesloten met de videoclip behorende bij 02 Panic Room.

## Musici
- Piotr Grudzinski – gitaar
- Mariusz Duda – zang, basgitaar, akoestische en elektrische gitaar;
- Michael Lapaj - toetsen
- Piotr Kozieradzki – slagwerk

## Composities
Allen van Riverside
1. Schizophrenic Prayer (Album Version) (4:19)
2. Rainbow Trip (6:06); het enige nieuwe nummer, in Pink Floyd-stijl)
3. Beheind the Eyelids (6:11)
4. Rapid Eye Movement (12:37)
5. Schizophrenic Prayer (Remix) (3:34)
6. 02 Panic Room (Video)